# Peaceful as Hell
Peaceful as Hell (укр. «Мирний, як пекло» або «До біса мирний»)  — четвертий студійний альбом канадського нойз-поп дуету Black Dresses, що був випущений через два роки після їхнього дебютного Wasteisolation, під лейблом Blacksquares Media. Цей альбом був останнім перед тим, як вони оголосили про розпуск дуету у травні 2020 року через переслідування й уторгнення в особисте життя однієї з учасниць.

## Жанр і стиль
Альбом містить метал-рифи, елементи індастріал-нойзу, поп-панку й велику кількість "цифрового галасу". В альбомі говориться про такі теми, як складність внутрішнього життя, дисоціація, самопізнання, кліматичні катастрофи, біблійні образи, апокаліпсис та майбутнє.

## Огляди
У розгляді альбому на Pitchfork, Лі Мендел написала, що Peaceful as Hell є трохи "м'якшим", ніж попередні роботи дуету. Вона зазначила: "Це музика про життя будучи транс-персоною. Це музика про те, як біль і радість пливуть разом, про розчарування від спроби налагодити зв’язок з іншими, коли навіть самопізнання є невловимим і хаотичним", підсумувавши тим, що альбом є "ідеальними ліками", "особливо якщо враховувати пекло світу, що вирує на нас". Альбом став улюбленим у реперки Backxwash за 2020 рік. Для Complex вона написала, що "Інколи ліричний зміст може викликати занепокоєння, але інструментування дає надію, як слухачеві, майже воно ніби говорить: „Життя може бути важким, але є світло в кінці тунелю“".
Пісня «Mirrorgirl» увійшла до списку 20 найкращих електронних пісень на The Fader за квітень 2020 року.

## Нагороди
| Публікація      | Нагорода                                        | Місце |
| --------------- | ----------------------------------------------- | ----- |
| Artforum        | Саша Ґеффен про найкращу музику 2020 року       | 9     |
| The Needle Drop | 50 найкращих альбомів 2020 року                 | 3     |
| Spin            | 30 найкращих альбомів 2020 року за версією Spin |       |

## Список треків
| Список треків альбому Peaceful as Hell. | Список треків альбому Peaceful as Hell.     | Список треків альбому Peaceful as Hell. |
| #                                       | Назва                                       | Тривалість                              |
| --------------------------------------- | ------------------------------------------- | --------------------------------------- |
| 1.                                      | «Left Arm of Life»                          | 4:08                                    |
| 2.                                      | «Damage Suppressor»                         | 2:55                                    |
| 3.                                      | «Angel Hair»                                | 2:44                                    |
| 4.                                      | «Beautiful Friendship»                      | 2:40                                    |
| 5.                                      | «Im a Freak Cuz Im Always Freaked Out»      | 3:11                                    |
| 6.                                      | «Bliss and Stupidity»                       | 4:36                                    |
| 7.                                      | «Mirrorgirl»                                | 2:17                                    |
| 8.                                      | «Maybe This World Is Another Planets Hell?» | 3:47                                    |
| 9.                                      | «Scared 2 Death»                            | 2:36                                    |
| 10.                                     | «Express Yourself»                          | 2:33                                    |
| 11.                                     | «Sharp Halo»                                | 2:49                                    |
| 12.                                     | «Impossible Dream»                          | 1:21                                    |
| 13.                                     | «Please Be Nice»                            | 3:03                                    |
| 14.                                     | «Creep U»                                   | 5:07                                    |
| 15.                                     | «666»                                       | 2:46                                    |
| 46:40                                   |                                             |                                         |